# Gökveliler, Demirci
Gökveliler là một xã thuộc huyện Demirci, tỉnh Manisa, Thổ Nhĩ Kỳ. Dân số thời điểm năm 2011 là 169 người.